# Вила Негрони (Болоња)
Вила Негрони (итал. Villa Negroni) је насеље у Италији у округу Болоња, региону Емилија-Ромања.
Према процени из 2011. у насељу је живело 23 становника. Насеље се налази на надморској висини од 88 м.